# Кронен цајтунг
Кронен цајтунг, познатији као Кроне, су најтиражније дневне новине у Аустрији.

## Историја
Први број Кронен цајтунга изашао је 2. јануара 1900. Оснивач је био Густав Дејвис, бивши официр. Назив се односио на месечну откупну цену новина од једне круне (назив новина се није односио на монархијску круну).
У прве три године свог постојања, Кронен цајтунг се борио да буде прихваћен од читатеља. Популарност новина је драстично скочила након убиства краља Александра Обреновића 10. јуна 1903. у суседној Краљевини Србији, о чему је лист опширно извештавао.  До 1906. године новине су продате у 100.000 примерака. Франц Лехар је компоновао валцер за новине за њихов 10.000. број. Након Аншлуса Аустрије од стране нацистичке Немачке 1938. године, сви медији су морали да прођу кроз Глајхшалтунг, што је значило губитак сваке уређивачке независности. Рат је узео још један данак и 31. августа 1944. лист је морао да се угаси.

## ПрепородКроне
1959. године, новинар и претходни главни уредник листа Курир Ханс Диханд купио је права на име Кроне. Поново је основао новине као Ноје Кронен Зеитунг, које након свог првог броја 11. априла 1959. године, убрзо постају најутицајнији таблоид у Аустрији.
Околности у вези са куповином Кроне од стране Диханда обавијене су велом мистерије. Веома утицајни политичар из Социјалдемократске партије Аустрије (СПО) Франц Олах, тадашњи потпредседник Аустријског синдиката (ОГБ), довео је Диханда у везу са немачким бизнисменом Фердинандом Карпиком, који је желео да купи удео од 50%. Маркетиншки стратег Курт Фалк постао је Дихандова десна рука, и заједно су развили Кроне до најчитанијих аустријских новина.
Средином 1960-их, ОГБ је изненада подигао власничка потраживања над Кроне. Они су тврдили да је бивши потпредседник Франц Олах злоупотребио синдикална средства за куповину листа, користећи немачког инвеститора као параван. Новине су одговориле клеветничком кампањом против СПО, што је новина сматрала првом успешном кампањом. Уследио је судски спор између листа и савеза синдиката који је трајао много година. ОГБ се коначно нагодио са компензационим уговором од 11 милиона Шилинга, а Курт Фалк је преузео 50% од Фердинанда Карпика.
Сам Курт Фалк напустио је новине након дуге борбе са Дихандом 1980-их. Своје акције је продао немачкој медијској групи ВАЦ, за коју се наводи да је имаla блиске везе са Социјалдемократском партијом Немачке (СПД). 1989. године Ханс Мар, саветник Диханда од 1983. године, преузео је дужност менаџера.

## МетодеКронен цајтунгапротив своје конкуренције
Убрзо након поновног успостављања Кроне постало је очигледно да су новине користиле неортодоксне методе против конкуренције.
- SonntagsstandlnКурт Фалк се сматра иницијатором постављања пластичних кеса које садрже недељно издање са касицама за убацивање новчића постављеним на стубове на улицама и тротоарима. Ова идеја, коју је конкуренција у почетку исмевала, брзо је заживела и данас је веома популарна код већине аустријских новина.
- Курт Фалк се 1963. године договорио са тадашњим конкурентом Клајнес фолксблатом да обе новине пређу из малог формата у већи. Клејнес фолксблат је одржао свој део погодбе и променио формат, али Кронен цајтунг је задржао свој оригинални мали формат и тиме придобио 40.000 нових читалаца. Када се Клејнес фолксблат касније угасио, Кроне није могао да одоли да им се исмеје што су уопште мењали формат.
- Године 1970. Фалк и Диханд су купили таблоид Експрес и угасили га након аквизиције.
- Након што је једна од најважнијих штампарија у Аустрији, Пресехаус из Беча, продата 1972. банци БАВАГ (која је имала блиске везе са социјалдемократским синдикатом ОГБ), Кроне је запретила да ће изградити сопствену штампарију, па је тиме приморао БАВАГ да цео посао прода Кроне цајтунгу.
- Кроне је 1995. године тужио бечке градске новине Фалтер за неколико милиона шилинга због наводног кршења закона о конкуренцији у сфери игара на срећу. Фалтер је једва избегао финансијску пропаст. Сумња се да је Кроне покушао да угаси Фалтер због његовог критичког извештавања о Кроне цајтунгу. У Аустријском националном савету, политичар из странке Зелених Карл Олингер назвао је случај нападом на слободу штампе.
- Након емитовања критичног документарца Кронен цајитунг -  дан за даном за жуту штампу од стране француско-немачке ТВ станице Арте, Кроне је избрисао ову ТВ станицу са своје новинске странице која извештава о програмима ТВ станица. Аустријска национална телевизија, ОРФ је вероватно одлучила да не приказује документарац како би избегла сукоб. Међутим, када је 2005. године приватна аустријска ТВ станица АТВ+ приказала документарни филм, Кроне није уложио протест нити предузео даље акције.[7]
- Крајем 2012. године, новине су оптужене за манипулисање сликама како би створиле лажну причу о блискоисточној кризи. Новине су снимиле фотографију муслиманске породице која шета европском улицом и поставила је на позадину разореног града у Сирији. Новине нису дале никакве назнаке да је у питању фото-монтажа, него су фотографију представили као веродостојни приказ ситуације. Редит је анализирао фотографију и утврдио да није аутентична.[8] Лист није дао значајне гаранције да се овакав пропуст неће поновити.[9]

## Кронеданас

### Изглед, распоред
Кроне излази свакодневно, штампа се у боји и садржи отприлике 80 страница. Новине се штампају у таблоидном формату (приближно формату А4). Издања се разликују за сваку аустријску савезну државу које све имају своју верзију издања Кронен цајтунга осим државе Форарлберг, која нема своју верзију издања.

### Структура и власници
Главни уредник је био Кристоф Диханд, син оснивача и издавача Ханса Диханда. Његово именовање довело је до борбе за моћ између породице Диханд и ВАЦ-а, немачке медијске групе која држи 50% власништва Кронен Цајтунга. Ханс Диханд је власник преосталих 50% папира. ВАЦ такође делимично поседује дневни лист Курир.
Вршилац дужности главног уредника којег је изабрао ВАЦ је Михаел Кун, издавач штампарске компаније Медијапринт.
Компанија за некретнине и малопродају Сигна Холдинг је 2018. године купила акције листа.

### Карактеристике
- Карактеристика Кронен цајтунга је велики број колона за коментаре. Најзначајнији колумнисти Кроне су и били Гинтер Ненинг (преминуо 14. маја 2006), Михаел Жане, Норман Шенц, Волф Мартин (преминуо 12. априла 2012), Роберт Лефлер (преминуо 27. децембра 2016.), Ернст Трост (преминуо 24. јула 2015.), Клаус Панди, Рихард Нимерихтер, католички свештеник Курт Крен, стари бискуп Санкт Пелтена (преминуо 25. јануар, 2014) и бечки надбискуп кардинал Кристоф Шенборн, који сваке недеље пише „Мисли о недељном јеванђељу“. Сам издавач Ханс Диханд (преминуо 17. јуна 2010) писао је нередовне коментаре о темама које су се њему лично чиниле важним, понекад на насловној страни под псеудонимом.
- Карактеристика Кроне-а је релативно кратка дужина чланка (максимално: 1.600 словних знакова).
- Лист организује редовне кампање и истовремено покреће или подржава референдуме о питањима као што су заштита животиња, протести против чешке нуклеарне електране Темелин или куповина борбених авиона од стране аустријске владе. Једна од најуспешнијих кампања листа била је против изградње хидроелектране у Хајнбургу на Дунаву 1980-их.
- У складу са овим наглашеним анти-технолошким ставом, питања основне или примењене науке су занемарена, осим ако нису представљена као опасна, и то на нејасан и популистички начин. Кронен цајтунг испољава пристрасности према свим облицима генетског инжењеринга.[14]
- Посебно важан део извештавања Кронен цајтунга тиче се области друштва и догађаја.[15]

## МоћКроне
Са око три милиона читалаца од укупне аустријске популације од око осам милиона, Кроне има скоро три пута више читалаца од свог најјачег конкурента, Клајн цајтунга (12,4% удела свих читалаца).
Ипак, постоје одређене регионалне разлике између источне и западне Аустрије. У источним државама (као што је Бургенланд) има скоро 60% удела на тржишту читалаца, али у западним државама као што су Тирол и Форарлберг, Кроне је једва продрла на тржиште. Док је у Форарлбергу Кроне потпуно безначајна, у Тиролу је успела да освоји неке читаоце. Тамошње локалне новине, као што је Тиролер тагесцајтунг, сада страхују за своје тираже. Као одговор, Тиролер тагесцајтунг је 2004. године створио свој властити таблоид под називом Ди ноје.

## Тираж
Кронен цајтунг је био седми по величини светски лист и највећи европски лист са тиражом од 1.075.000 примерака крајем 1980-их. Био је најпродаванији аустријски лист 1993. са тиражом од 1,1 милион примерака. У периоду 1995-96. имао је дневни тираж од 1.075.000 примерака. Кронен цајтунг је био шести најпродаванији европски лист са тиражом од 1.084.000 примерака 1999.
Године 2000. Кронен цајтунг је био седма најпродаванија новина у Европи са тиражом од 1.052.000 примерака. Године 2001. био је пети најпродаванији европски лист и најчитанији лист у Аустрији са тиражом од 1.035.000 примерака. Лист је 2002. године имао тираж од 1.018.000 примерака, што га је чинило најпродаванијим новинама у земљи. Године 2005. тираж је био 850.000 примерака. Кронеов тираж 2007. био је 961.000 примерака. Следеће године тираж Кронен цајтунга био је 881.000 примерака, што га је чинило најпродаванијим листом у Аустрији. Имао је тираж од 929.000 примерака 2010. и 818.859 примерака 2011. Тираж листа у 2012. био је 800.000 примерака, достигавши 40% аустријских читалаца. Њен тираж је био 820.000 примерака 2013. 2021. је тираж листа био 633.332 одштампаних примерака дневно од понедељка до суботe, и 1.062.934 одштампаних примерака недељом.

## Издавачка кућа и маркетиншко предузећеМедијапринт
Деведесетих година прошлог века Кроне је заједно са другим по снази листом Курир основао издавачку кућу и маркетиншку компанију Медијапринт, која је преузела штампање, маркетинг и продају ова два листа. Многи посматрачи су у том тренутку већ говорили о монополу. 2000. године најуспешнија аустријска магазинска група, Њуз (NEWS), медијска компанија, која поседује часописе NEWS, Профил, Е-Медиа, Формат и Тренд, спојила се са Медијапринтом. Од тада већина штампаних медија у Аустрији заправо долази из исте компаније.

## Фокусирано мешање у аустријску политику
Кронен цајтунг је био присталица Курта Валдхајма на председничким изборима 1986. Многи аустријски интелектуалци сматрају Кронен цајтунг одговорним за успехе крајње десничарске Слободарске партије (ФПО) на изборима 1999. године, тврдећи да је њено новинарство неприхватљиво.
Међутим, до 2007. утицај Кронен цајтунга на аустријску политику, иако се сматрао изузетно јаким, на крају је био индиректан. Године 2008. нова политика постала је очигледна када је лист оркестрирао фокусирану (и успешну) кампању за замену канцелара Алфреда Гузенбауера на месту шефа СПО са Вернером Фајманом, деценијским блиским пријатељем Ханса Диханда.
27. јуна 2008. док је смена гарде у врху СПО-а још трајала, лист је објавио отворено писмо Фајмана адресирано на Диханда (које је потписао и Гузенбауер). У овом отвореном писму су политичари најавили да аустријско прихватање одлука ЕУ о „важним стварима“ (као што је преформулисање Уговора са ЕУ или пријем Турске као нове чланице) зависи од исхода аустријског народног референдума о таквим питањима. Ово је представљало заокрет у социјалистичкој политици и представљало је усвајање дугорочног централног захтева Кронен цајтунга. У кампањи за ванредне изборе 28. септембра 2008., коју је у великој мери убрзала ова акција, Кронен цајтунг је отворено и масовно водио кампању за Фајмана као следећег канцелара.
Међутим, у кампањи за изборе за Европски парламент у јуну 2009. Кронен цајтунг је подржавао Ханса-Петера Мартина, популистичког бившег члана СПО-ове европске парламентарне фракције. Иако је немогуће квантификовати тачан допринос подршке Кронен цајтунга листи Ханса-Петера Мартина за 17,9% аустријских гласова које је добила на овим изборима, ова цифра је приближан показатељ политичке моћи ових новина. Према анкети агенције Гфк Аустрија, 70% бирача листе Ханса-Петера Мартина на тим изборима били су читаоци Кронен цајтунга, а 29% свих читалаца Кронен цајтунга је заправо гласало за њега.
Кронен цајтунг је имао улогу у афери на Ибици (прочитајте више у тексту објављеном у Политици), када је објављено да је бивши аустријски вицеканцелар Хајнц-Кристијан Штрахе показао намеру да преузме Кроне и да је користи за ширење пропаганде ФПО-а. 2022. Кроне је критикована за прљаву пропаганду против ФПО-а.